# Echinocereus salm-dyckianus
Echinocereus salm-dyckianus är en kaktusväxtart som beskrevs av Friedrich Frederick Scheer. Echinocereus salm-dyckianus ingår i släktet Echinocereus och familjen kaktusväxter. Inga underarter finns listade i Catalogue of Life.